# Perdón, perdón
"Perdón, perdón" é uma canção da dupla americana de música pop Ha*Ash. Foi lançado pela Sony Music Latin em 22 de setembro de 2014 como single. É o primeiro single do primeiro álbum ao vivo Primera fila: Hecho realidad (2014). É uma trágica balada de amor. A música tornou-se um dos maiores sucessos de Ha*Ash, liderando as vendas digitais no México.

## Composição e desempenho comercial
"Perdón, perdón" foi escrito por Ashley Grace, Hanna Nicole e José Luis Ortega, enquanto George Noriega e Tim Mitchell produziu a música. A música é uma balada. A música foi o produto de um relacionamento amoroso de Ashley que não deu certo. A mesma cantora explicou a situação: "Descobri que um dos meus ex era infiel, quando terminei com ele fiquei com raiva e, como sempre, minha terapia é para compor, é um perdedor e teria colocado outras palavras. A coisa boa é que as pessoas se identificaram com a situação".
A canção atingiu a primeira posição da mais ouvida nas rádios do México. Em 2015, o tema recebeu o disco de ouro em território mexicano, finalmente dois anos depois "Perdón, Perdón" foi premiado com disco triplo de platina.

## Vídeo musical
O vídeo musical de "Perdón, perdón" foi filmado na Estudios Churubusco, México e dirigido pelo produtor Nahuel Lerena e foi lançado em 27 de  outubro de 2014 na plataforma YouTube no canal oficial de Ha*Ash.

### Versão En vivo
O videoclipe gravado para o álbum ao vivo En vivo, foi lançado em 6 de dezembro de 2019. O vídeo foi filmado em Auditório Nacional em Cidade do México, no dia 11 de novembro de 2018.

## Desempenho nas tabelas musicais

### Posições
| Tabela musical (2014)            | Maior posição |
| -------------------------------- | ------------- |
| Estados Unidos (Hot Latin Songs) | 36            |
| Estados Unidos (Latin Pop Songs) | 25            |
| Estados Unidos (Latin Airplay)   | 17            |
| México (Mexico Espanol Airplay)  | 1             |
| México (Mexico Airplay)          | 2             |
| México (Monitor Latino)          | 1             |

## Vendas e certificações
| Região | Certificação         | Vendas/distribuição |
| --- | -------------------- | ------------------- |
| México (AMPROFON) | Diamante+ 2× Platina | 420,000 ^           |
| *vendas baseadas apenas na certificação ^distribuições baseadas apenas na certificação ‡dados de streaming baseados somente em certificação |                      |                     |

## Prêmios
| Ano  | Cerimônia             | Nomeação          | Resultado |
| ---- | --------------------- | ----------------- | --------- |
| 2015 | Premios SACM          | Sucesso SACM      | Venceu    |
| 2015 | Premios Quiero        | Melhor videoclipe | Venceu    |
| 2015 | Premios Quiero        | Video Of The Year | Indicado  |
| 2015 | Vevo Certified Award  | 100 000 000 views | Venceu    |
| 2016 | MTV Millennial Awards | Canção favorito   | Indicado  |
| 2016 | Kids Choice Awards    | Canção favorito   | Indicado  |
| 2016 | Premios Juventud      | Canção favorito   | Venceu    |

## Histórico de lançamento
| Região       | Data                   | Formato          | Gravadora        | Ref.        |
| ------------ | ---------------------- | ---------------- | ---------------- | ----------- |
| Mundialmente | 22 de setembro de 2014 | Digital download | Sony Music Latin | [ 3 ] [ 2 ] |